# Marie-Louise Göllner
Marie-Louise Göllner geborene Martinez (* 27. Juni 1932 in Fort Collins, Colorado, USA; † 29. Mai 2022 in Montecito, Kalifornien), auch Marie Louise Gollner, war eine amerikanisch-deutsche Musikwissenschaftlerin.

## Leben
Martinez wirkte zunächst als Forschungsassistentin an der Bayerischen Staatsbibliothek in München (1964–1967), dann als Lehrbeauftragte an der University of California, Santa Barbara. Sie war dort zunächst Assistant professor (1970–1974), anschließend Associate professor (1974–1978) und schließlich Professorin für Musikwissenschaft (1978–2000).
Ab 1959 war sie mit dem Musikwissenschaftler Theodor Göllner (1929–Dezember 2022) verheiratet.

## Schriften
- Die Musik des frühen Trecento, 1963
- Katalog der Musikhandschriften der Bayerischen Staatsbibliothek München, volunteer 2, 1979, volunteer 1, 1989
- Joseph Haydn, Symphonie 94, 1979
- Orlando di Lasso: Sämtliche Werke, Neue Reihe, Das Hymnarium, (1580–1582), 1980
- Eine neue Quelle zur italienischen Orgelmusik des Cinquecento, 1982
- The Manuscript Cod. Lat. 5539 of the Bavarian State Library (Musicological Studies & Documents 43), 1993
- Essays on Music and Poetry in the Late Middle Ages, 2003
- The Early Symphony: 18th-Century Views on Composition and Analysis, 2004
- The Echo of Music: Essays in Honor of Marie Louise Göllner, 2004